# DBm
Pour les articles homonymes, voir DBM.
Le dBm (parfois dBmW) est une unité qui exprime une puissance sur une échelle logarithmique où le 0 correspond à une valeur de référence de 1 milliwatt (mW). La notation dBm indique un rapport à cette valeur exprimé en décibels.
Les puissances peuvent varier considérablement dans les réseaux radio, micro-ondes et fibre optique. Les dBW, plus rares, expriment la puissance par rapport à un watt.
Dans les publications techniques scientifiques, les normes ISO et CEI n'autorisent que la notation complète et sans ambiguïté « x dB re 1 mW », par contre, les normes de réseaux mobiles publiées par l'ETSI/3GPP (UMTS, LTE) et par l'IEEE (Wi-Fi : IEEE 802.11) utilisent les dBm.

## Conversion d'unités
Les calculs en décibels sont approximatifs. Quand on a besoin de précision, on utilise les grandeurs de puissance.
Zéro dBm équivaut à un milliwatt. Une augmentation de 3 décibels correspond à un doublement de puissance. 3 dBm équivaut donc à environ 2 mW. Une diminution de 3 dB équivaut à une réduction de puissance de moitié, ce qui fait que −3 dBm indique une puissance d'environ 0,5 milliwatt.
Pour exprimer une puissance P en x dBm, on peut utiliser les formules suivantes :
{\displaystyle {\begin{aligned}x_{dBm}&=10\log _{10}{P_{mW}}\\&=30+10\log _{10}{P_{W}}\end{aligned}}}
et pour obtenir la puissance qui correspond à x dBm :
{\displaystyle {\begin{aligned}P_{mW}&=10^{\frac {x}{10}}\\P_{W}&=10^{\frac {x-30}{10}}\\\end{aligned}}}

## Électroacoustique
Dans des documents anciens concernant les appareils électroacoustiques anciens, on trouve des niveaux de signal, basés apparemment sur des tensions, exprimés en dBm. Ils doivent en général, sauf indication contraire, se comprendre comme la puissance développée sur une charge normale de 600 ohms. Une tension efficace de 0,775 volts produisant à très peu près 1 mW dans cette charge, cette valeur correspond au 0 dB.
Le premier indicateur de volume sonore utilisé en radiodiffusion, le VU-mètre, donnait le niveau 100 % ou 0 dB quand la valeur efficace du signal dissipait 1 mW sur 600 ohms ; la valeur de la charge fait partie de la norme.
L'expression est pertinente avec une ligne de transmission d'impédance caractéristique de 600 ohms et une adaptation d'impédances. On mesure une tension sur un voltmètre en parallèle sur une entrée ou une sortie. L'appareil de mesure ne perturbe pas la transmission grâce à son impédance d'entrée élevée. On peut effectuer la conversion de la tension vers la puissance, et le calcul du rapport à la puissance de référence.
Ce n'est pas généralement le cas en audio. Les câbles normaux en paire torsadée ont une impédance caractéristique d'une centaine d'ohms, mais les distances sont trop courtes pour qu'on s'en préoccupe. Les appareils sont le plus souvent couplés en tension, avec une faible impédance de sortie face à une haute impédance d'entrée. L'expression du niveau en dBm est alors ambiguë ; elle implique que la mesure soit faite avec une charge, mais ce n'est pas toujours le cas ;  si la valeur caractérise une sortie, la puissance disponible dépend de l'impédance de sortie de l'appareil, et si la valeur caractérise un niveau d'entrée, la puissance nécessaire dépend de l'impédance d'entrée. Aussi l'indication des niveaux en dBm est-elle tombée en désuétude après une longue période de confusion, comme, du reste, l'impédance de 600 ohms, qui était celle des anciennes lignes téléphoniques à une paire de conducteurs nus de 4 mm de diamètre espacés d'un pied (30,5 cm). Pour conserver le même niveau de référence en tension, sans référence à une charge, on indique le niveau en dBu, c'est-à-dire dB re 775 mV.